# پلیس‌راه دوگنبدان
پلیس راه دوگنبدان در نزدیکی دهستان امام زاده جعفر و در بخش مرکزی شهرستان گچساران در استان گچساران واقع شده‌است.